# Parribacus scarlatinus
Parribacus scarlatinus är en kräftdjursart som beskrevs av Lipke Bijdeley Holthuis 1960. Parribacus scarlatinus ingår i släktet Parribacus och familjen Scyllaridae. IUCN kategoriserar arten globalt som otillräckligt studerad. Inga underarter finns listade i Catalogue of Life.